# Deutscher Turn- und Sportbund

Vlag van de DTSB

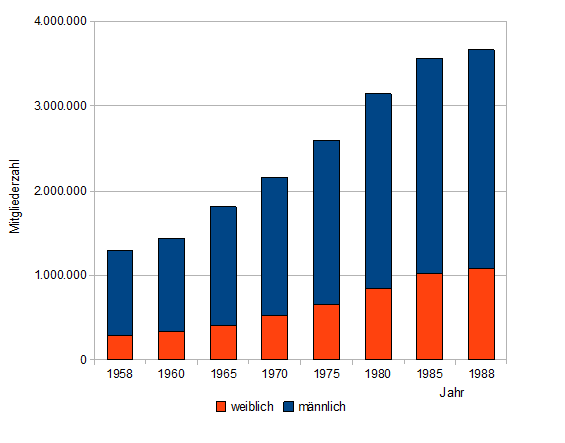
Ontwikkeling van het ledental van de DTSB

De Deutscher Turn- und Sportbund (DTSB) was in de DDR de centrale organisatie waarin de sport werd georganiseerd. De DTSB werd als laatste massaorganisaties in de DDR opgericht op 27/28 april 1957. De DTSB nam de taken over van de Deutsche Sportausschuss en van het Staatliche Komitee für Körperkultur und Sport. De DTSB werd direct aangestuurd door het Centraal Comité van de communistische partij, de SED. De afdeling Sport van het Centraal Comité werd tot 1971 geleid door Erich Honecker, van 1971 tot 1984 door Paul Verner en van 1984 tot 1989 door Egon Krenz.
Manfred Ewald was gedurende het grootste deel van het bestaan, vanaf 1961 tot 1988, de voorzitter van de DTSB. Ewald was tevens voorzitter van het Nationaal Olympisch Comité van de DDR, hij was vanaf 1963 lid van het Centraal Comité van de SED en hij was voorzitter van de geheime commissie die een programma opzette om sporttalenten in de DDR systematisch al op zeer jonge leeftijd op te sporen. Onder het bewind van Ewald kwam het eveneens tot een grootschalige inzet van doping in de DDR-sport. Het ledental van de DTSB groeide in die jaren sterk. In 1989 had de DTSB 3,7 miljoen leden, ruim 20% van de bevolking van de DDR.
In 1990 kwam met het einde van de DDR ook het einde van de DTSB. De Oost-Duitse sportbonden gingen op in de bonden van de Bondsrepubliek Duitsland. In een proces in 2000 werden de twee leidende figuren uit de DDR-sport, de voormalige chef van de sportmedische dienst, Manfred Höppner, en de oud voorzitter van de DTSB, Manfred Ewald, tot voorwaardelijke gevangenisstraffen veroordeeld wegens medeplichtigheid aan het toebrengen van zwaar lichamelijk letsel (vanwege de grootschalige toediening van doping).